# Synapturanus mirandaribeiroi
Synapturanus mirandaribeiroi és una espècie de granota que viu al Brasil, Colòmbia, Guaiana Francesa, Guaiana, Surinam i Veneçuela.
Està amenaçada d'extinció per la pèrdua del seu hàbitat natural.